# イングリット (小惑星)
イングリット (1026 Ingrid) は小惑星帯にある小惑星。カール・ラインムートがハイデルベルクのケーニッヒシュトゥール天文台で発見した。
ドイツの天文学者アルブレヒト・カールシュテットの姪に因んで名付けられた。